# 松山赤十字病院
松山赤十字病院（まつやませきじゅうじびょういん）は、愛媛県松山市にある医療機関。日本赤十字社が運営する公的病院である。

## 沿革
- 1913年（大正2年）4月 - 日本赤十字社愛媛支部病院として、松山市大街道3丁目に設置。
- 1919年（大正8年）1月 - 一番町4丁目の旧制松山中学校跡地に移転。
- 1937年（昭和12年）10月 - 松山陸軍病院に指定される。
- 1942年（昭和17年）12月 - 呉海軍病院に指定されする。
- 1943年（昭和18年）1月 - 松山赤十字病院へ改称。
- 1947年（昭和22年）9月 - 戦災による焼失のため、現在地に新築移転。
- 1965年（昭和40年）7月 - 救急告示病院（第2次救急医療施設）に指定される。
- 1972年（昭和47年）3月 - 1号館病棟診療棟を竣工する。
- 1977年（昭和52年）1月 - 2号館病棟診療棟を竣工する。
- 1981年（昭和56年）4月 - 3号館病棟診療棟を竣工する。
- 1990年（平成2年）4月 - 中央棟を竣工する。
- 1996年（平成8年）7月 - エイズ診療協力病院に指定される。
- 2000年（平成12年）4月 - 第二種感染症指定医療機関に指定される。
- 2007年（平成19年）1月 - 地域がん診療連携拠点病院に指定される。
- 2019年（平成31年）1月 - 一部機能を新病棟に移転。
- 2021年（令和3年）3月 - 新病棟に完全移転。

## 診療科目
- 内科
- 肝胆膵センター
- 胃腸センター（消化器科）
- 心療内科（精神科）
- 外科
- 血管外科
- 脳神経外科
- 整形外科
- 小児科
- 小児外科
- 産婦人科
- 耳鼻咽喉科
- 眼科
- 皮膚科・形成外科
- 泌尿器科
- 放射線科
- 麻酔科
- リウマチ膠原病センター
- 循環器センター
- 神経内科
- 呼吸器科・呼吸器外科
- 腎センター
- 歯科口腔外科
- リハビリテーション科
- 心臓血管外科
- 救急部

## 医療機関の指定・認定
（下表の出典）
| 保険医療機関                                   | 公害医療機関                             |
| 労災保険指定医療機関                           | 母体保護法指定医の配置されている医療機関 |
| 指定自立支援医療機関（更生医療）               | 地域医療支援病院                         |
| 指定自立支援医療機関（育成医療）               | 災害拠点病院（地域）                     |
| 指定自立支援医療機関（精神通院医療）           | 臨床研修病院（基幹型・協力型）           |
| 身体障害者福祉法指定医の配置されている医療機関 | がん診療連携拠点病院（国指定）           |
| 精神保健指定医の配置されている医療機関         | エイズ治療拠点病院                       |
| 生活保護法指定医療機関                         | 特定疾患治療研究事業委託医療機関         |
| 結核指定医療機関                               | DPC対象病院                              |
| 指定養育医療機関                               | 指定小児慢性特定疾病医療機関             |
| 原子爆弾被害者一般疾病医療機関                 | 地域周産期母子医療センター               |
| 第二種感染症指定医療機関                       |                                          |

- 救急告示病院（二次救急）[5]
- 肝疾患専門医療機関[3]
- がんゲノム医療連携病院[3]
- 公益財団法人日本医療機能評価機構認定病院[6]
- このほか、各種法令による指定・認定病院であるとともに、各学会の認定施設でもある。

## 交通アクセス
- 伊予鉄道城北線赤十字病院前停留場下車[7]。
- 伊予鉄バス「日赤前」下車[7]。